# Чиста (станция метро)
«Чи́ста» (швед. Kista) — станция Стокгольмского метрополитена. Расположена на Синей линии между станциями «Хусбю» и «Халлонберген», обслуживается маршрутом Т11.
Находится в западном округе Стокгольма в районе Чиста.
Введена в эксплуатацию 5 июня 1977 года.